# Tělovýchovná jednota Sparta ČKD Praha 1988-1989
Questa voce raccoglie le informazioni riguardanti il Tělovýchovná jednota Sparta ČKD Praha nelle competizioni ufficiali della stagione 1988-1989.

## Stagione
Lo Sparta Praga centra la seconda doppietta consecutiva in due stagioni vincendo nuovamente sia il campionato sia la coppa nazionale (3-0 sullo Slovan Bratislava). A fine stagione la società vince anche l'ottavo girone della Coppa Piano Karl Rappan.
In Coppa dei Campioni lo Sparta non supera i sedicesimi: la Steaua Bucarest s'impone 7-3 sulla compagine ceca.

## Calciomercato
Vengono ceduti Houska (Zbrojovka Brno), Straka (Borussia Mönchengladbach), Drahokoupil (Dukla Praga), Lieskovský (RH Cheb), Jarolím (Spartak ZVU Hradec Králové) e nel gennaio del 1989 anche Siegl parte in prestito verso l'RH Cheb.
Vengono acquistati Jozef Michálek (JZD Slušovice), Michal Horňák e Roman Kukleta (Zbrojovka Brno).

## Rosa
| N. |                           | Ruolo | Calciatore     |
| -- | ------------------------- | ----- | -------------- |
|    | Cecoslovacchia (bandiera) | P     | Jozef Michálek |
|    | Cecoslovacchia (bandiera) | P     | Jan Stejskal   |
|    | Cecoslovacchia (bandiera) | D     | Petr Vrabec    |
|    | Cecoslovacchia (bandiera) | D     | Ján Orgonik    |
|    | Cecoslovacchia (bandiera) | D     | Ivan Čabala    |
|    | Cecoslovacchia (bandiera) | D     | Július Bielik  |
|    | Cecoslovacchia (bandiera) | D     | Michal Horňák  |
|    | Cecoslovacchia (bandiera) | C     | Jiří Novotný   |
|    | Cecoslovacchia (bandiera) | C     | Jozef Chovanec |

| N. |                           | Ruolo | Calciatore        |
| -- | ------------------------- | ----- | ----------------- |
|    | Cecoslovacchia (bandiera) | C     | Michal Bílek      |
|    | Cecoslovacchia (bandiera) | C     | Tomáš Skuhravý    |
|    | Cecoslovacchia (bandiera) | C     | Ivan Hašek        |
|    | Cecoslovacchia (bandiera) | C     | Václav Němeček    |
|    | Cecoslovacchia (bandiera) | A     | Stanislav Griga   |
|    | Cecoslovacchia (bandiera) | A     | Petar Novák       |
|    | Cecoslovacchia (bandiera) | A     | Roman Kukleta     |
|    | Cecoslovacchia (bandiera) | A     | Vítězslav Lavička |